# Robert Perew
Robert Strahan Perew (Filadelfia, 5 de agosto de 1923-Denton, 14 de noviembre de 1999) fue un deportista estadounidense que compitió en remo. Participó en los Juegos Olímpicos de Londres 1948, obteniendo una medalla de bronce en la prueba de cuatro sin timonel.

## Palmarés internacional
| Juegos Olímpicos | Juegos Olímpicos      | Juegos Olímpicos  | Juegos Olímpicos   |
| Año              | Lugar                 | Medalla           | Prueba             |
| ---------------- | --------------------- | ----------------- | ------------------ |
| 1948             | Londres (Reino Unido) | Medalla de bronce | Cuatro sin timonel |